# Laurence Fishburne
Laurence Fishburne III (Augusta, Georgia, 1961. július 30. –) Tony- és háromszoros Primetime Emmy-díjas amerikai színész.

## Élete

### Fiatalkora
Fishburne a Georgiában található Augustában látta meg a napvilágot a Bronxban dolgozó Laurence Fishburne II és a matematikatanár Hattie gyermekeként. Szülei gyermekkorában elváltak, ő anyjával Brooklynba költözött, s itt is nőtt fel. Apja havonta egyszer látogatta.

### Karrierje
Fishburne tizenkét évesen kezdett játszani, a nagy áttörést Joshua Hall szerepe hozta meg számára az ABC One Life to Live című szappanoperájában, 1973-ban. Eredetileg beválasztották a sikeres Good Times tévéműsorba, de a szerepet végül Ralph Carter kapta meg. Később egy mellékszerepben feltűnt Francis Ford Coppola Apokalipszis mostjában, és visszatérő szereplője volt a CBS Pee-Wee's Playhouse című gyerekműsorának, mint "Cowboy Curtis", Pee Wee Herman (Paul Reubens) oldalán. 1981-ben szintén egy mellékszerepet kapott Charles Bronson filmjében a Bosszúvágy 2.-ben, mint a Cutter nevű szadista csavargó, aki Kersey-t játszó Bronson szakácsnőjének iszonyatos megerőszakolásában és meggyilkolásában vesz részt, végül azonban szörnyű halált hal Kersey keze által. Ám az igazi elismerést csak 1991-ben vívott ki a Fekete vidékben nyújtott alakításáért. A következő évben Tony-díjjal jutalmazták August Wilson Two Trains Running című színművében játszott szerepéért, amit egy évvel később egy Oscar-jelölés követett, melyet Ike Turner megformálásáért érdemelt ki a Tina című filmben. Még 1992-ben Emmy-díjat vehetett át a rövid életű Tribeca tévésorozat egyik epizódjáért. Egyik legismertebb szerepe Morpheus, Neo (Keanu Reeves) mentora, a nagy sikerű Mátrix-trilógiában.
2006-ban a Mission: Impossible III-ban tűnt fel Tom Cruise feletteseként, majd az Emilio Estevez írásában-rendezésében készült Bobby-ban játszott. Hangját kölcsönözte a következő évben a TMNT és A Fantasztikus Négyes és az Ezüst Utazó egy-egy szereplőjének.
2009-ben a világsikerű CSI: A helyszínelők sorozatban William Petersen utódjául őt kérték fel és Dr. Raymond Langston szerepében a 9. évadban csatlakozott a sorozathoz.

### Magánélete
Fishburne 1985-ben feleségül vette Hajna O. Moss színésznőt, akitől két gyermeke született: fia, Langston 1987-ben és lánya, Montana 1991-ben; a '90-es években azonban elváltak és 2002. szeptember 20-án Fishburne ismét megházasodott, ezúttal Gina Torres színésznővel mondta ki az igent, 2007-ben született egy gyermekük, Delilah. 2010-ben Montanával megszakította a kapcsolatot, mert az akkor 19 éves lány elkezdett pornófilmekben szerepelni. Az afroamerikai színész az azóta megszűnt New York-i Lincoln Square Akadémián szerzett diplomát.
2016. október 14-én nem hivatalosan elkezdte felbontani a házasságát Gina Torres-szel. 2017. november 2-án beadta a válópert és 2018. május 11-én kimondták a válást.
Fishburne Hollywoodban él, és fenntartja régebbi házát New Yorkban, Washington Heights-ben.

## Filmográfia

### Film
| Év   | Magyar cím                                 | Eredeti cím                                 | Szerep                             | Magyar hang            | Rendező                   |
| ---- | ------------------------------------------ | ------------------------------------------- | ---------------------------------- | ---------------------- | ------------------------- |
| 1975 |                                            | Cornbread, Earl and Me                      | Wilford Robinson                   |                        | Joseph Manduke            |
| 1979 |                                            | Fast Break                                  | utcagyerek                         |                        | Jack Smight               |
| 1979 | Apokalipszis most                          | Apocalypse Now                              | Tyrone 'Mr. Clean' Miller          | Szakács Tibor          | Francis Ford Coppola (1.) |
| 1979 | Apokalipszis most                          | Apocalypse Now                              | Tyrone 'Mr. Clean' Miller          | Moser Károly           | Francis Ford Coppola (1.) |
| 1980 |                                            | Willie & Phil                               | Wilson                             |                        | Paul Mazursky             |
| 1982 | Bosszúvágy 2.                              | Death Wish II                               | Cutter                             | Szokol Péter           | Michael Winner            |
| 1983 | Rablóhal                                   | Rumble Fish                                 | Midget                             | Borbiczki Ferenc       | Francis Ford Coppola (2.) |
| 1984 | Gengszterek klubja                         | The Cotton Club                             | 'Bumpy' Rhodes                     |                        | Francis Ford Coppola (3.) |
| 1985 | Bíborszín                                  | The Color Purple                            | napszámos                          |                        | Steven Spielberg          |
| 1986 | Ezüstkerék                                 | Quicksilver                                 | 'Voodoo'                           |                        | Thomas Michael Donnelly   |
| 1986 | Kezesbanda                                 | Band of the Hand                            | Cream                              |                        | Paul Michael Glaser       |
| 1987 | Cherry 2000                                | Cherry 2000                                 | Glu Glu ügyvéd                     | Uri István             | Steve De Jarnatt          |
| 1987 | A fájdalom kövei                           | Gardens of Stone                            | Flanagan                           |                        | Francis Ford Coppola (4.) |
| 1987 | Rémálom az Elm utcában 3. – Álomharcosok   | A Nightmare on Elm Street 3: Dream Warriors | Max                                | Csuja Imre             | Chuck Russell             |
| 1987 | Rémálom az Elm utcában 3. – Álomharcosok   | A Nightmare on Elm Street 3: Dream Warriors | Max                                | Szabó Sipos Barnabás   | Chuck Russell             |
| 1987 | Rémálom az Elm utcában 3. – Álomharcosok   | A Nightmare on Elm Street 3: Dream Warriors | Max                                | Selmeczi Roland        | Chuck Russell             |
| 1988 | Vörös zsaru                                | Red Heat                                    | Charlie Stobbs hadnagy             | Helyey László          | Walter Hill               |
| 1988 | Suli láz                                   | School Daze                                 | Vaughn 'Dap' Dunlap                |                        | Spike Lee                 |
| 1990 | A megtörhetetlen                           | Cadence                                     | Stokes                             | Mihályi Győző          | Martin Sheen              |
| 1990 | A megtörhetetlen                           | Cadence                                     | Stokes                             | Kőszegi Ákos           | Martin Sheen              |
| 1990 | New York királya                           | King of New York                            | Jimmy Jump                         | Sinkovits-Vitay András | Abel Ferrara              |
| 1990 | New York királya                           | King of New York                            | Jimmy Jump                         | Fekete Ernő            | Abel Ferrara              |
| 1991 | Fekete vidék                               | Boyz n the Hood                             | Jason 'Furious' Styles             | Sinkovits-Vitay András | John Singleton (1.)       |
| 1991 | Személyes ügy                              | Class Action                                | Nick Holbrook                      | Keresztes Sándor       | Michael Apted             |
| 1992 | Az alvilág mélyén                          | Deep Cover                                  | Russell Stevens, Jr. / John Hull   | Mihályi Győző          | Bill Duke (1.)            |
| 1993 | A bajnok                                   | Searching for Bobby Fischer                 | Vinnie                             | Szabó Sipos Barnabás   | Steven Zaillian           |
| 1993 | A bajnok                                   | Searching for Bobby Fischer                 | Vinnie                             | Dolmány Attila         | Steven Zaillian           |
| 1993 | Tina                                       | What's Love Got to Do with It               | Ike Turner, Sr.                    | Sörös Sándor           | Brian Gibson              |
| 1995 | Megoldatlan egyenletek                     | Higher Learning                             | Maurice Phipps professzor          | Gáti Oszkár            | John Singleton (2.)       |
| 1995 | Rossz társaság                             | Bad Company                                 | Nelson Crowe                       | Szabó Sipos Barnabás   | Damian Harris             |
| 1995 | Egy igaz ügy                               | Just Cause                                  | Tanny Brown seriff                 | Sinkovits-Vitay András | Arne Glimcher             |
| 1995 | Othello                                    | Othello                                     | Othello                            | Szakácsi Sándor        | Oliver Parker             |
| 1996 | Ámokfutam                                  | Fled                                        | John Piper                         | Reviczky Gábor         | Kevin Hooks               |
| 1996 | Ámokfutam                                  | Fled                                        | John Piper                         | Sörös Sándor           | Kevin Hooks               |
| 1997 | Halálhajó                                  | Event Horizon                               | Miller kapitány                    | Vass Gábor             | Paul W. S. Anderson       |
| 1997 | Gengszter                                  | Hoodlum                                     | Bumpy Johnson                      | Gáti Oszkár            | Bill Duke (2.)            |
| 1997 | Gengszter                                  | Hoodlum                                     | Bumpy Johnson                      | Barabás Kiss Zoltán    | Bill Duke (2.)            |
| 1998 | Isten hozta Hollywoodban                   | Welcome to Hollywood                        | önmaga                             |                        | Tony Markes               |
| 1998 | Isten hozta Hollywoodban                   | Welcome to Hollywood                        | önmaga                             | Adam Rifkin            |                           |
| 1999 | Mátrix                                     | The Matrix                                  | Morpheus                           | Gáti Oszkár            | Wachowski testvérek (1.)  |
| 2000 | Egyszer az életben                         | Once in the Life                            | Sasszem Mike                       | Vass Gábor             | Laurence Fishburne        |
| 2000 |                                            | Michael Jordan to the Max                   | narrátor (hangja)                  |                        | Don Kempf                 |
| 2000 | James D. Stern                             | Michael Jordan to the Max                   | narrátor (hangja)                  |                        |                           |
| 2001 | Ozmózis Jones – A belügyi nyomozó          | Osmosis Jone                                | Thrax (hangja)                     | Hollósi Frigyes        | Peter és Bobby Farrelly   |
| 2003 | Vad motorosok                              | Biker Boyz                                  | Smoke                              | Vass Gábor             | Reggie Rock Bythewood     |
| 2003 | Mátrix – Újratöltve                        | The Matrix Reloaded                         | Morpheus                           | Gáti Oszkár            | Wachowski testvérek (2.)  |
| 2003 | Titokzatos folyó                           | Mystic River                                | Whitey Powers                      | Ujlaki Dénes           | Clint Eastwood (1.)       |
| 2003 | Mátrix – Forradalmak                       | The Matrix Revolutions                      | Morpheus                           | Gáti Oszkár            | Wachowski testvérek (3.)  |
| 2005 | A 13-as rendőrőrs                          | Assault on Precinct 13                      | Marion Bishop                      | Ifj. Jászai László     | Jean-François Richet      |
| 2005 | Hamu és hó                                 | Ashes and Snow                              | narrátor (hangja)                  |                        | Gregory Colbert           |
| 2005 | Durr, durr és csók                         | Kiss Kiss Bang Bang                         | Medve (hangja)                     |                        | Shane Black               |
| 2006 | Betűvető                                   | Akeelah and the Bee                         | Dr. Larabee                        | Csernák János          | Doug Atchison             |
| 2006 | Mission: Impossible III                    | Mission: Impossible III                     | Theodore Brassel                   | Kőszegi Ákos           | J. J. Abrams              |
| 2006 | Az utolsó leheletig                        | Five Fingers                                | Ahmat                              | Kőszegi Ákos           | Laurence Malkin           |
| 2006 | Bobby Kennedy – A végzetes nap             | Bobby                                       | Edward                             | Vass Gábor             | Emilio Estevez            |
| 2007 | TMNT – Tini Nindzsa Teknőcök               | TMNT                                        | narrátor (hangja)                  | Kristóf Tibor          | Kevin Munroe              |
| 2007 | Bobby Z élete és halála                    | The Death and Life of Bobby Z               | Tad Gruzsa                         | Ujlaki Dénes           | John Herzfeld             |
| 2007 | A Fantasztikus Négyes és az Ezüst Utazó    | Fantastic Four: Rise of the Silver Surfer   | Norrin Radd / Ezüst Utazó (hangja) | Szabó Sipos Barnabás   | Tim Story (1.)            |
| 2008 | 21 – Las Vegas ostroma                     | 21                                          | Cole Williams                      | Vass Gábor             | Robert Luketic            |
| 2008 | Megkínozva                                 | Tortured                                    | Archie Green                       | Vass Gábor             | Nolan Lebovitz            |
| 2008 |                                            | Days of Wrath                               | Mr. Stafford                       |                        | Celia Fox                 |
| 2009 | A szállítmány                              | Armored                                     | Baines                             | Vass Gábor             | Antal Nimród (1.)         |
| 2009 |                                            | Black Water Transit                         | Jack                               |                        | Tony Kaye                 |
| 2010 | Ragadozók                                  | Predators                                   | Noland                             | Gáti Oszkár            | Antal Nimród (2.)         |
| 2011 | Fertőzés                                   | Contagion                                   | Dr. Ellis Cheever                  | Gáti Oszkár            | Steven Soderbergh         |
| 2013 | A kolónia                                  | The Colony                                  | Briggs                             | Gáti Oszkár            | Jeff Renfroe              |
| 2013 | Az acélember                               | Man of Steel                                | Perry White                        | Gáti Oszkár            | Zack Snyder (1.)          |
| 2013 | Khumba                                     | Khumba                                      | Deli, a zebra (hangja)             | Csernák János          | Anthony Silverston        |
| 2014 | Pofázunk és végünk                         | Ride Along                                  | Omar                               | Schneider Zoltán       | Tim Story (2.)            |
| 2014 |                                            | The Signal                                  | Damon                              |                        | William Eubank            |
| 2014 | Sodródva                                   | Rudderless                                  | Del                                | Vass Gábor             | William H. Macy           |
| 2016 | Patthelyzet                                | Standoff                                    | Sade                               | Mihályi Győző          | Adam Alleca               |
| 2016 | Batman Superman ellen – Az igazság hajnala | Batman v Superman: Dawn of Justice          | Perry White                        | Borbiczki Ferenc       | Zack Snyder (2.)          |
| 2016 | Utazók                                     | Passengers                                  | Gus Mancuso                        | Gáti Oszkár            | Morten Tyldum             |
| 2017 | John Wick: 2. felvonás                     | John Wick: Chapter Two                      | A király                           | Schneider Zoltán       | Chad Stahelski (1.)       |
| 2017 | A haza szolgálata                          | Last Flag Flying                            | Richard Mueller                    |                        | Richard Linklater (1.)    |
| 2018 | A csempész                                 | The Mule                                    | DEA-ügynök                         | Schneider Zoltán       | Clint Eastwood (2.)       |
| 2018 |                                            | Imprisoned                                  | Daniel Calvin                      |                        | Paul Kampf                |
| 2018 | A Hangya és a Darázs                       | Ant-Man and the Wasp                        | Bill Foster                        | Gáti Oszkár            | Peyton Reed               |
| 2019 | John Wick: 3. felvonás – Parabellum        | John Wick: Chapter 3 – Parabellum           | A király                           | Schneider Zoltán       | Chad Stahelski (2.)       |
| 2019 | Hová tűntél, Bernadette?                   | Where'd You Go, Bernadette                  | Paul Jellinek                      | Törköly Levente        | Richard Linklater (2.)    |
| 2019 | Versenyfutás az ördöggel                   | Running with the Devil                      | idegen                             | Schneider Zoltán       | Jason Cabell              |
| 2021 |                                            | Under the Stadium Lights                    | Harold Christian                   |                        | Todd Randall              |
| 2021 | Jeges pokol                                | The Ice Road                                | Jim Goldenrod                      | Schneider Zoltán       | Jonathan Hensleigh        |
| 2022 | A múlt pengéi                              | All the Old Knives                          | Vick Wallinger                     | Schneider Zoltán       | Janus Metz Pedersen       |
| 2022 | Jók és Rosszak Iskolája                    | The School for Good and Evil                | Iskolaigazgató                     | Schneider Zoltán       | Paul Feig                 |
| 2023 | John Wick: 4. felvonás                     | John Wick: Chapter 4                        | A király                           | Schneider Zoltán       | Chad Stahelski (3.)       |
| 2024 | Megalopolisz                               | Megalopolis                                 | Fundi Romaine                      |                        | Francis Ford Coppola (5.) |
| 2024 | A manőver                                  | Slingshot                                   | Franks kapitány                    | Schneider Zoltán       | Mikael Håfström           |
| 2024 | Transformers Egy                           | Transformers One                            | Alpha Trion (hangja)               | Schneider Zoltán       | Josh Cooley               |
| 2024 |                                            | Cellar Door                                 | Emmett                             |                        | Vaughn Stein              |
| 2025 | Az amatőr                                  | The Amateur                                 | Fundi Romaine                      | Schneider Zoltán       | James Hawes               |
| 2025 |                                            | Sneaks                                      | A gyűjtő (hangja)                  |                        | Rob Edwards               |
| 2025 | Chris Jenkins                              | Sneaks                                      | A gyűjtő (hangja)                  |                        |                           |
| 2025 |                                            | The Astronaut                               | William Harris tábornok            |                        | Jess Varley               |

### Televízió
| Év        | Magyar cím                        | Eredeti cím                                 | Szerep                            | Megjegyzések                                                                 |
| --------- | --------------------------------- | ------------------------------------------- | --------------------------------- | ---------------------------------------------------------------------------- |
| 1972      |                                   | If You Give a Dance, You Gotta Pay the Band | Fish                              | tévéfilm                                                                     |
| 1973–1976 |                                   | One Life to Live                            | Josh Hall                         | főszereplő                                                                   |
| 1980      |                                   | The Six O'Clock Follies                     | Robby Robinson                    | főszereplő                                                                   |
| 1980      |                                   | A Rumor of War                              | Lightbulb                         | tévéfilm                                                                     |
| 1981      |                                   | Trapper John, M.D.                          | Hobie                             | 1 epizód                                                                     |
| 1982      |                                   | M*A*S*H                                     | Dorsey tizedes                    | 1 epizód                                                                     |
| 1982      | Akciócsoport                      | Strike Force                                | F.T.                              | 1 epizód                                                                     |
| 1982      | Minden nő csak azt akarja         | I Take These Men                            | Hank Johnson                      | tévéfilm                                                                     |
| 1983      | Medgar Evers története            | For Us the Living: The Medgar Evers Story   | Jimbo Collins                     | tévéfilm                                                                     |
| 1984      | Zsarublues                        | Hill Street Blues                           | Maurice Haynes                    | 1 epizód                                                                     |
| 1984      | Miami Vice                        | Zsarublues                                  | Keller börtönőr                   | - 1 epizód - magyar hangja: - Barabás Kiss Zoltán                            |
| 1986–1990 |                                   | Pee-wee's Playhouse                         | Curtis                            | 17 epizód                                                                    |
| 1987      |                                   | Spenser: For Hire                           | David Mukende                     | 1 epizód                                                                     |
| 1989      |                                   | The Equalizer                               | Casey Taylor                      | 1 epizód                                                                     |
| 1990      | A kitüntetés napja                | Decoration Day                              | Michael Waring                    | tévéfilm                                                                     |
| 1991      |                                   | American Experience                         | Martin Delany (hangja)            | 1 epizód                                                                     |
| 1993      |                                   | TriBeCa                                     | Martin                            | 1 epizód                                                                     |
| 1995      | A 99-es alakulat                  | The Tuskegee Airmen                         | Hannibal Lee                      | - tévéfilm - magyar hangja: - Selmeczi Roland - Galambos Péter               |
| 1997      | Miss Evers fiai                   | Miss Evers' Boys                            | Caleb Humphries                   | tévéfilm (filmproducer)                                                      |
| 1998      | Hétköznapi hős                    | Always Outnumbered                          | Socrates Fortlow                  | tévéfilm (filmproducer)                                                      |
| 2008–2011 | CSI: A helyszínelők               | CSI: Crime Scene Investigation              | Dr. Raymond Langston              | - főszereplő - magyar hangja:[forrás?] - Vass Gábor                          |
| 2009      | CSI: Miami helyszínelők           | CSI: Miami                                  | Dr. Raymond Langston              | 1 epizód                                                                     |
| 2009      | CSI: New York-i helyszínelők      | CSI: NY                                     | Dr. Raymond Langston              | 1 epizód                                                                     |
| 2011      |                                   | Have a Little Faith                         | Henry Covington                   | tévéfilm                                                                     |
| 2013–2015 | Hannibal                          | Hannibal                                    | Jack Crawford                     | - főszereplő - magyar hangja:[forrás?] - Schneider Zoltán                    |
| 2014–2022 | Feketék fehéren                   | Black-ish                                   | Earl "Papszi" Johnson             | - főszereplő és vezető producer - magyar hangja:[forrás?] - Schneider Zoltán |
| 2015      | Muppet Show                       | The Muppets                                 | önmaga                            | 1 epizód                                                                     |
| 2016      | Gyökerek                          | Roots                                       | Alex Haley                        | 3 epizód                                                                     |
| 2017      |                                   | Madiba                                      | Nelson Mandela                    | 3 epizód                                                                     |
| 2018      |                                   | Grown-ish                                   | Earl "Papszi" Johnson             | 1 epizód                                                                     |
| 2020      |                                   | #FreeRayshawn                               | Steven Poincy                     | főszereplő                                                                   |
| 2020      | 2020: Legyen már vége!            | Death to 2020                               | narrátor (hangja)                 | különkiadás                                                                  |
| 2020      |                                   | History's Greatest Mysteries                | önmaga (hangja)                   | 4 epizód                                                                     |
| 2021      |                                   | MacGruber                                   | Barrett Fasoose                   | 7 epizód                                                                     |
| 2021      | 2021: Legyen már vége!            | Death to 2021                               | narrátor (hangja)                 | különkiadás                                                                  |
| 2023–     | Holdlány és Ördögi Dinoszaurusz   | Moon Girl and Devil Dinosaur                | Túlontúl / Bill Foster (hangja)   | - főszereplő és vezető producer - magyar hangja:[forrás?] - Posta Victor     |
| 2023–2024 | Mi lenne, ha…?                    | What If...?                                 | Dr. Bill Foster / Góliát (hangja) | - 2 epizód - magyar hangja: - Varga Gábor                                    |
| 2024      | LA Clippers: A legnehezebb szezon | Clipped                                     | Doc Rivers                        | főszereplő                                                                   |